# کیاب
کیاب، روستایی است از توابع بخش قاهان شهرستان جعفرآباد در استان قم ایران.

## جمعیت
این روستا در دهستان قاهان قرار دارد و براساس سرشماری مرکز آمار ایران در سال ۱۳۸۵، جمعیت آن ۱۲۶ نفر (۳۱خانوار) بوده‌است.